# Peter Deer
Peter Deer (Kahnawake, 26 novembre 1878 – 30 luglio 1956) è stato un mezzofondista canadese.
Deer prese parte ai Giochi della III Olimpiade del 1904, dove disputò la gara degli 800 metri e dei 1500 metri. Il miglior risultato che riuscì ad ottenere fu il sesto posto nei 1500 metri piani.